# Baronnenkruistocht

De kruisvaarderstaten in 1229 en in 1241

De Baronnenkruistocht was een militaire expeditie in 1239 van Franse edellieden op verzoek van paus Gregorius IX om Jeruzalem te beschermen. Deze kruistocht vond plaats tussen de Zesde en de Zevende Kruistocht, maar het was onduidelijk waarom die niet werd aangezien als een volwaardige kruistocht. Het resultaat van deze expeditie bracht weinig verschil in de situatie in de regio.

## Voorgeschiedenis
Als resultaat van de Zesde Kruistocht kwam Jeruzalem weer onder controle van de paus en de Europese machthebbers, maar dit was een tienjarige wapenstilstand die afliep in de zomer van 1239. Bovendien had de stad weinig verdedigingsbouwwerken. In 1238 overleed sultan Al-Kamil die de wapenstilstand had afgesloten, en onder zijn erfgenamen ontstond twist over de nalatenschap. Al deze elementen brachten paus Gregorius IX ertoe om een oproep te doen voor een nieuwe kruistocht. Deze vraag was vooral gericht aan Franse en Engelse edelen, omdat de relatie met Frederik II, keizer van het Heilige Roomse Rijk, vertroebeld was.

## Deelnemers
De volgende edelen namen deel aan deze kruistocht:
- Theobald I van Navarra had de leiding
- Philippe van Nanteuil
- Hugo IV van Bourgondië
- Peter I van Bretagne
- Amalrik VI van Montfort
- Gwijde IV van Forez, graaf van Nevers
- Hendrik II van Bar die sneuvelde tijdens deze kruistocht
- Willem II van Joigny
- Lodewijk I van Sancerre, graaf van Sancerre

## Verloop

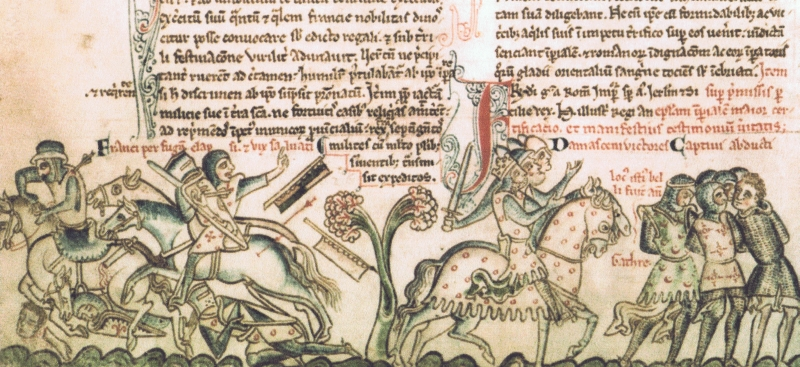
De Slag bij Gaza

De meeste troepen vertrokken uit de haven van Marseille en ontscheepten begin september 1239 in Akko. Alhoewel de Duitse keizer geadviseerd had om ook in te zetten op diplomatie met de verschillende erfgenamen van de overleden sultan, wilde Theobald snel naar Jeruzalem oprukken. Maar de malik van Transjordanië was hem voor en het zeer zwak verdedigde Jeruzalem viel in zijn handen.
Na het vernemen van de val van Jeruzalem beraadden de edellieden zich over de doelstelling van hun kruistocht. Moesten ze naar Egypte oprukken, of eerder naar Damascus? Ze besloten om naar de ruïnes van Asjkelon te trekken en daar opnieuw een vesting van te maken, om dan door te trekken richting Damascus. Ze vertrokken op 2 november uit Akko.
Op 4 november besloot Peter Mauclerc echter om een goederenkaravaan richting Damascus te overvallen en hij maakte daarbij een grote buit. Hendrik II van Bar wilde niet onderdoen en samen met o.a. Amalrik VI van Montfort trok hij met een troepenmacht richting Gaza, zeer tegen de zin van Theobald. Nadat ze hun kamp hadden opgezet in de buurt van de stad, werden ze omsingeld door de troepen van de gouverneur van Gaza, die de aanval inzette. Gautier IV van Brienne, de graaf van Jaffa, en Hugo van Bourgondië meenden dat de situatie uitzichtloos was en bliezen de aftocht. Maar Hendrik en Amalrik bleven vechten. Hendrik sneuvelde net als veel van zijn manschappen, terwijl Amalrik gevangen genomen werd. Door deze gewijzigde situatie besloot Theobald om zich terug te trekken naar Akko.
Intussen woedde de machtsstrijd binnen de erfgenamen van de overleden sultan volop, waarbij tijdelijke allianties met de kruisvaarders gebruikt werden als drukkingsmiddel, maar even snel werden deze allianties weer ontbonden. Ook binnen het kamp van de kruisvaarders zelf bleek onenigheid bij gebrek aan overkoepelend koninklijk gezag. Ten slotte besloot Theobald vrede te sluiten met de Egyptische machthebbers, waardoor de gevangen genomen troepen van Amalrik vrij kwamen. De kruisvaarders moesten zonder terreinwinst terugkeren naar Europa.

## Richard van Cornwall
Ook de Engelse troepen van Richard van Cornwall trokken naar het Heilig Land en kwamen daar aan kort na het vertrek van Theobald en zijn vooral Franse edelen. Binnen zijn troepenmacht ontstond echter wrijving tussen de Hospitaalridders en de Tempeliers, waarbij die eersten de vrede met Egypte verdedigden, terwijl de anderen eerder een alliantie met de heersers van Damascus wilden aangaan. Richard gaf de voorkeur aan diplomatie en bekwam zo wat Theobald niet kon bereiken: Jeruzalem kwam weer onder Westerse controle waarbij Richard een lokale bewindvoerder kon benoemen. In mei 1241 vertrok hij richting Europa.

## Gevolgen
Na deze kruistocht was de situatie dus toch vrij positief voor Rome en de Westerse edelen. Maar de situatie bleef uiterst fragiel, ook omdat Jeruzalem nog steeds geen verdedigingsbouwwerken had. Het zou dan ook niet lang duren voor er weer bloed vloeide in het Heilig Land. In 1244 viel Jeruzalem weer in islamitische handen wat zou leiden tot de Zevende Kruistocht.